# Hans Dorfner
Hans Dorfner (Nittendorf, 1965. július 3. –) Európa-bajnoki bronzérmes nyugatnémet válogatott német labdarúgó, középpályás.

## Pályafutása

### Klubcsapatban
1972-ben az ASV Undorf csapatában kezdte a labdarúgást, majd 1982-ben a Bayern München korosztályos csapatához került. Az első csapatban 1983-ban mutatkozott be és rögtön tagja volt a nyugatnémet kupagyőztes csapatnak. Majd a következő idényben kölcsönadták az 1. FC Nürnberg együtteséhez, ahol 1984–85-ben tagja volt 2. Bundesliga győztes csapatnak. Két idény után visszatért Münchenbe, ahol 1991-ig játszott és három bajnoki címet szerzett a bajor csapattal. Ezt követően ismét az 1. FC Nürnberg játékosa lett, de már átigazolással. Itt 1994-ig játszott, amikor sérülés miatt kénytelen volt pályafutását 29 évesen befejeznie.

### A válogatottban
1983-ban ötször szerepelt az NSZK U18-as válogatottjában, 1985-ben háromszor az U21-esben, 1987-ben egyszer az olimpiai csapatban. 1987 és 1989 között hét alkalommal szerepelt a nyugatnémet válogatottban és egy gólt szerzett. Tagja volt 1988-as Európa-bajnoki bronzérmes csapatnak.

## Sikerei, díjai
NSZK
- Európa-bajnokság
  - bronzérmes: 1988, NSZK

 Bayern München
- Nyugatnémet bajnokság (Bundesliga)
  - bajnok: 1986–87, 1988–89, 1989–90
- Nyugatnémet kupa (DFB-Pokal)
  - győztes: 1984

 1. FC Nürnberg
- Nyugatnémet bajnokság (2. Bundesliga)
  - bajnok: 1984–85